# محوطه پل تنگ قلا
محوطه پل تنگ قلا مربوط به عصر آهن است و در شهرستان خرم‌آباد، بخش پاپی، دهستان کشور، ۳/۱ کیلومتری غرب دره نسو، منطقه تنگ قلا واقع شده و این اثر در تاریخ ۱۸ اسفند ۱۳۸۷ با شمارهٔ ثبت ۲۵۲۷۱ به‌عنوان یکی از آثار ملی ایران به ثبت رسیده است.